# Barbara Borsinger
Barbara Borsinger née en 1892 à Baden et morte le 9 août 1972 à Beinwil bei Muri dans le canton d'Argovie est une infirmière d'origine argovienne établie à Genève, active pendant les deux guerres mondiales en faveur de l'accueil des personnes réfugiées, blessées et des enfants. Elle a fondé la pouponnière devenue plus tard la clinique des Grangettes.

## Jeunesse
Barbara Borsinger est née en 1892 à Baden, station thermale d'Argovie, dans une famille patricienne catholique active dans l'hôtellerie. Enfants, elle et sa sœur Verena-Hildegarde sont placées dans un internat à Riedenburg, en Autriche. Barbara poursuit ses études au Sacré-Cœur de l'île de Wight, en Grande-Bretagne.
Entre 1911 et 1914, elle se forme au métier d'infirmière à l'école du Bon-Secours, à Genève. Quand la Première Guerre mondiale éclate, elle part s'engager sur le front français pour porter secours aux blessés; infirmière-major, elle reste à leur chevet jusqu'en 1920 à l'hôpital de Dinard.

## Activité professionnelle
En 1918, l’épidémie de grippe espagnole ravage l’Europe. Genève n’est pas épargnée. Barbara Borsinger est émue par le sort des enfants malades et des orphelins. Elle mesure l’ampleur des besoins, à la fois d’accueil et de formation. De retour à Genève, elle fonde à Carouge, à côté de Genève, une pouponnière, « L’Œuvre des Amis de l’Enfance » , destinée à accueillir les enfants victimes de la grippe, et former des nurses pour en prendre soin. Celles-ci sont surnommées les « petites bleues », en référence à la couleur de leur uniforme. 
En 1920, la pouponnière et l'école de puériculture sont transférées à Malagnou, puis au Clos Belmont, et enfin dans une campagne près de Grange-Canal qui lui est mise à disposition aux portes de Genève. Fin 1920 la pouponnière hospitalise 11 enfants abandonnés ; un appel aux souscripteurs est lancé dans le Journal de Genève à l’occasion de Noël.
Étendant ses soins aux adultes, la clinique des Amis de l'Enfance doit bientôt s'agrandir. Barbara Borsinger entreprend également la construction en 1933, d'une clinique conçue selon des plans inspirés des nouvelles techniques modernes. Surnommée alors « la Poup », cet établissement devient plus tard la clinique des Grangettes, encore en activité au XXIe siècle.

## Deuxième Guerre
En 1943, lors du 50e anniversaire de la clinique, Barbara Borsinger évalue à plus de 6000 le nombre de bébés hospitalisés et soignés chez elle entre 1918 et 1943; 1280 nurses et gardes d'enfants ont été formées par ses soins. Pendant la Deuxième Guerre mondiale comme pendant la première, l’œuvre des Amis de l’Enfance accueille de nombreux enfants réfugiés. Un article de l'époque rappelle qu'on a vu des enfants se glisser au travers des barbelés de la frontière avec un écriteau accroché autour de leur cou : « Pouponnière de Grange-Canal »!

## Un engagement social
Barbara Borsinger dirige l’établissement en étroite collaboration avec les doctoresses Viola von Riederer et Bianca Stiegler, ainsi que les pédiatres Albert Mégevand et Fred Bamatter.  D’origine aristocrate, Barbara Borsinger défend une médecine populaire. Catholique, elle préfère aux devoirs d’épouse et de mère un engagement professionnel, social et féministe. Confrontée aux cruautés les plus concrètes de son temps, elle apprécie aussi la compagnie des élites intellectuelles. Elle fréquente l’écrivain Robert Musil, qu’elle accompagne à Nyon chez la comtesse Mary Dobrzensky, amie de Rilke et de Karl Kraus.

## Retraite
Âgée de 66 ans, Barbara Borsinger se retire en 1968 pour raisons de santé, après avoir fumé de nombreuses cigarettes Turmac et bu régulièrement son verre de porto après la messe. Elle lègue par testament son œuvre à l’ordre soignant des sœurs de Menzingen, qui assurent déjà la gestion de l’établissement depuis 1957. Les religieuses, frappées par la crise des vocations, vendront la clinique à un groupe de médecins radiologues en 1978.
Barbara Borsinger meurt le 9 août 1972 au château de Horben, en Argovie. Son article mortuaire rappelle qu'elle reçut pour son dévouement pendant la Première Guerre la Médaille de la Reconnaissance française et qu'elle fut Dame de l'Ordre de la Reine Elisabeth de Belgique.